# Kylarprydnad

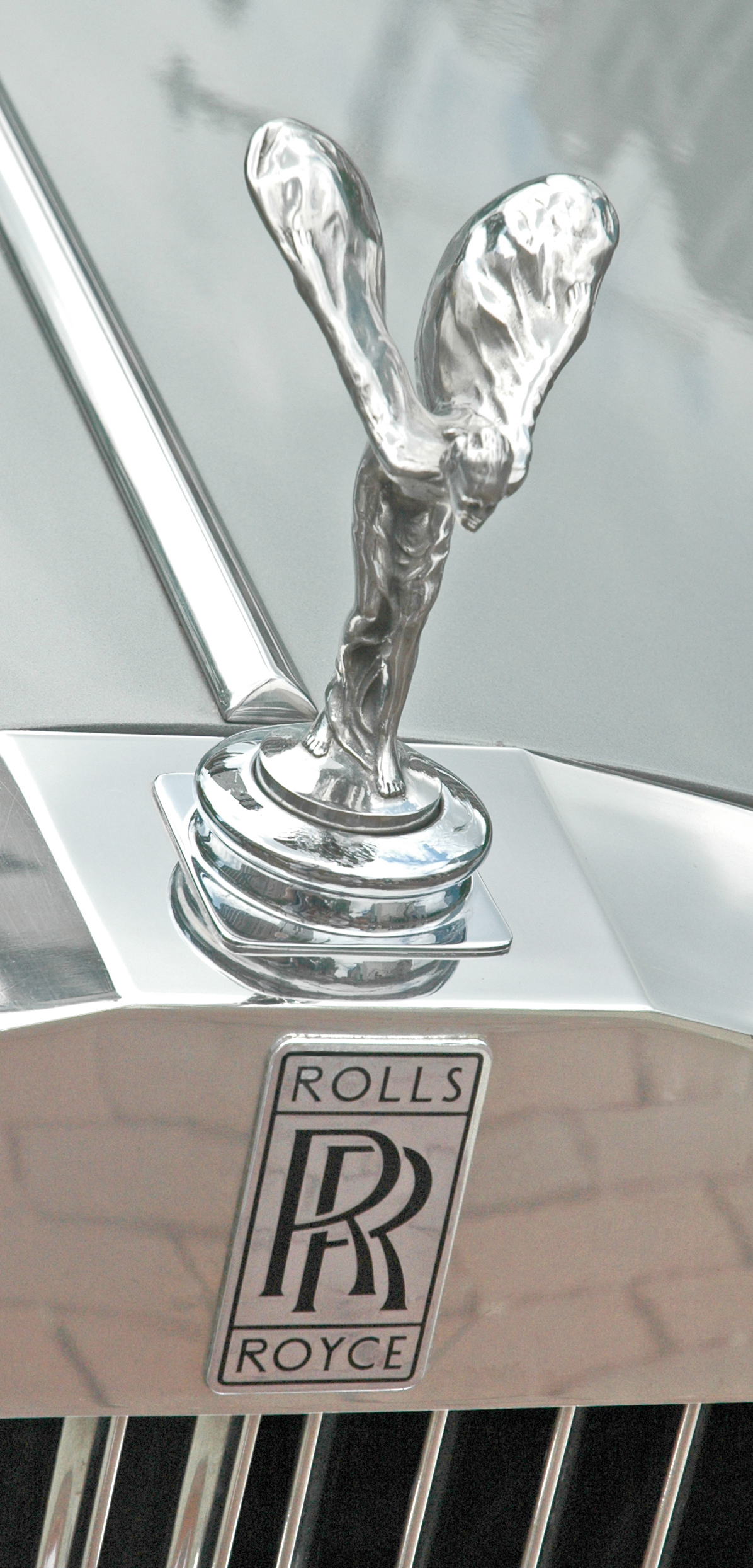
"Spirit of Ecstasy" på en Rolls-Royce Silver Shadow från 1971. Nedanför syns Rolls-Royce' vanliga varumärke med två R

En kylarprydnad är en dekoration som sitter längst fram ovanpå en bils motorhuv.

## Exempel på kylarprydnader
- Spirit of Ecstasy på alla  Rolls Royce från 1912 och framåt.[1]
- "The leaper" (jaguaren) på Jaguar
- Den treuddiga stjärnan i en cirkel på Mercedes-Benz

## Historik
Kylarprydnader var populära från 1920-talet till och med 1940-talet. Ibland var de särskilt tillverkade för en specifik kund, men oftast var de representativa för olika bilmärken. Efter 1940-talet försvann traditionen med kylarprydnader alltmer. 
På moderna bilar är kylarprydnader sällsynta, dels för att de inte är moderna och dels för att de kan vara en risk vid kollisioner med fotgängare. Ofta har de också visat sig vara stöldbegärliga. På moderna Rolls-Roycer så fälls statyetten av säkerhetsskäl ner i kylaren antingen genom en knapptryckning på instrumentpanelen eller när man tar ur nyckeln ur tändningslåset.

## Bildgalleri

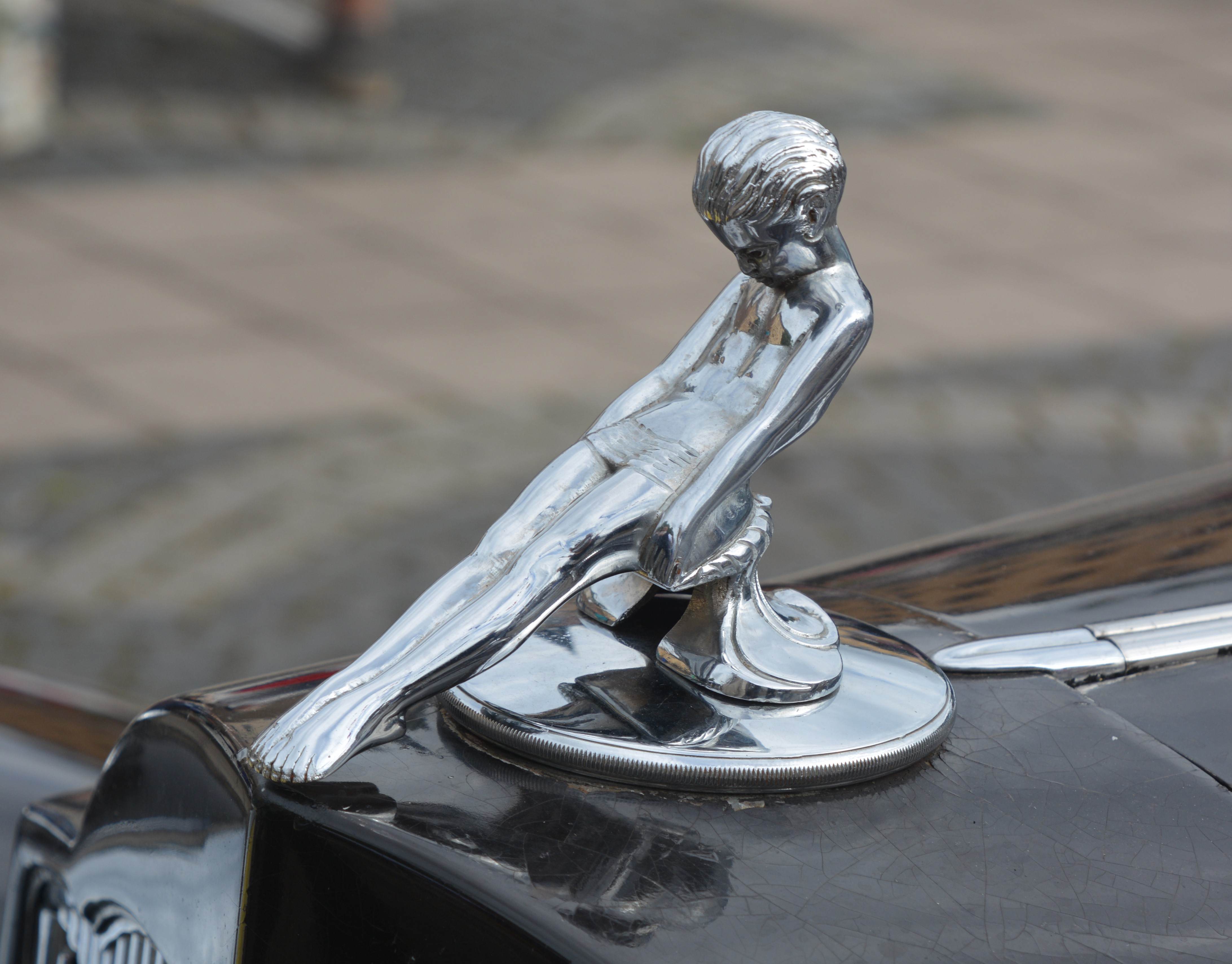
Liggande Adonis på en Packard Eight från 1934, skulpterad av Edward McCartan
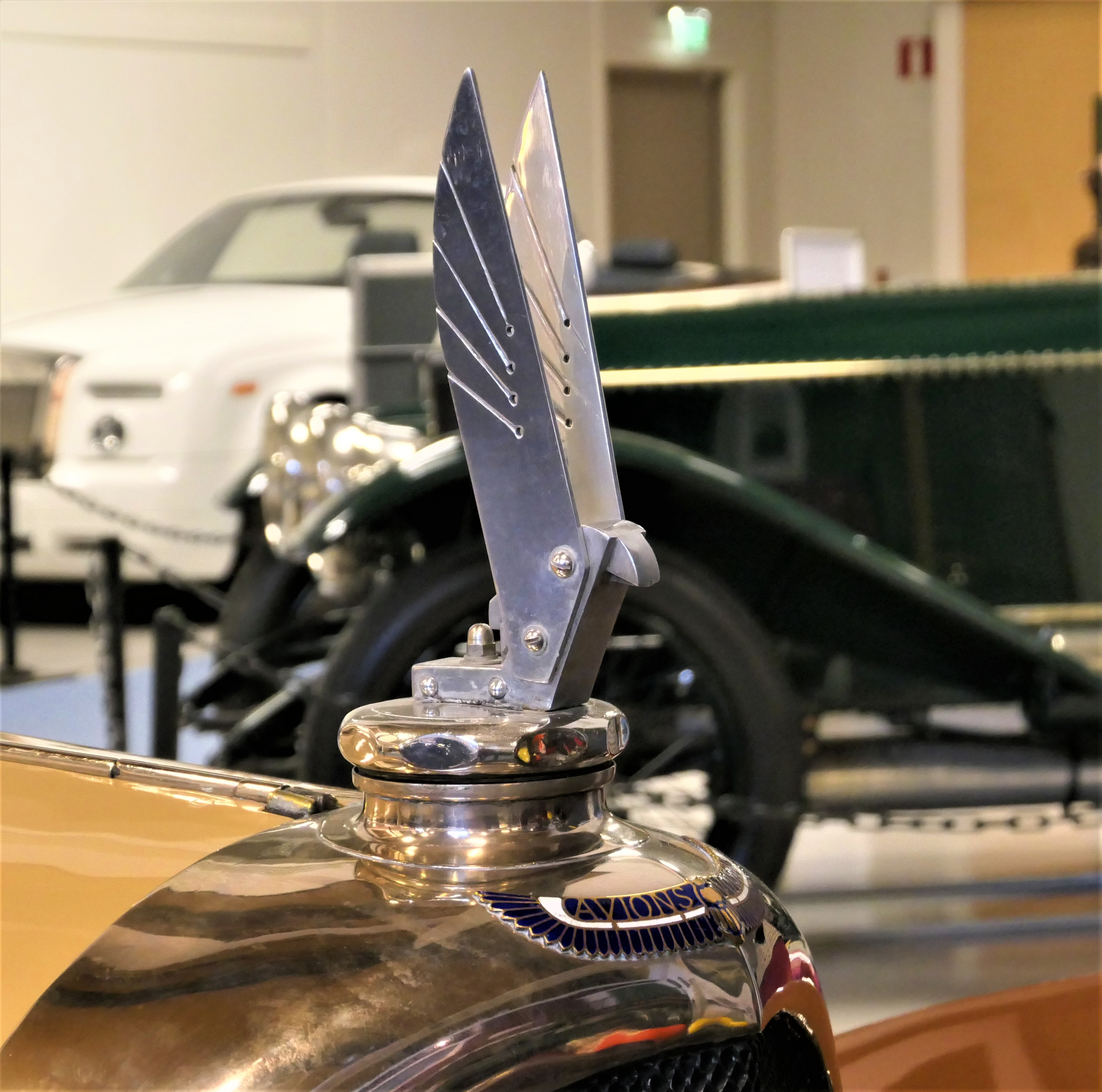
Kylarprydnad på en Voisin C5 från 1924 i Bil- och Teknikhistoriska Samlingarna, 2021.
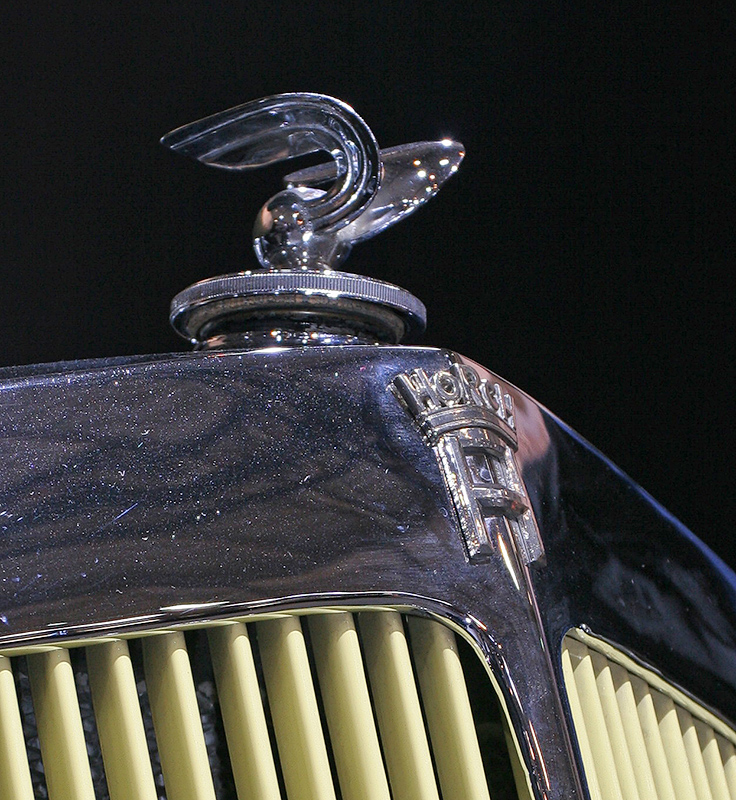
Kylarprydnad på en Horch.
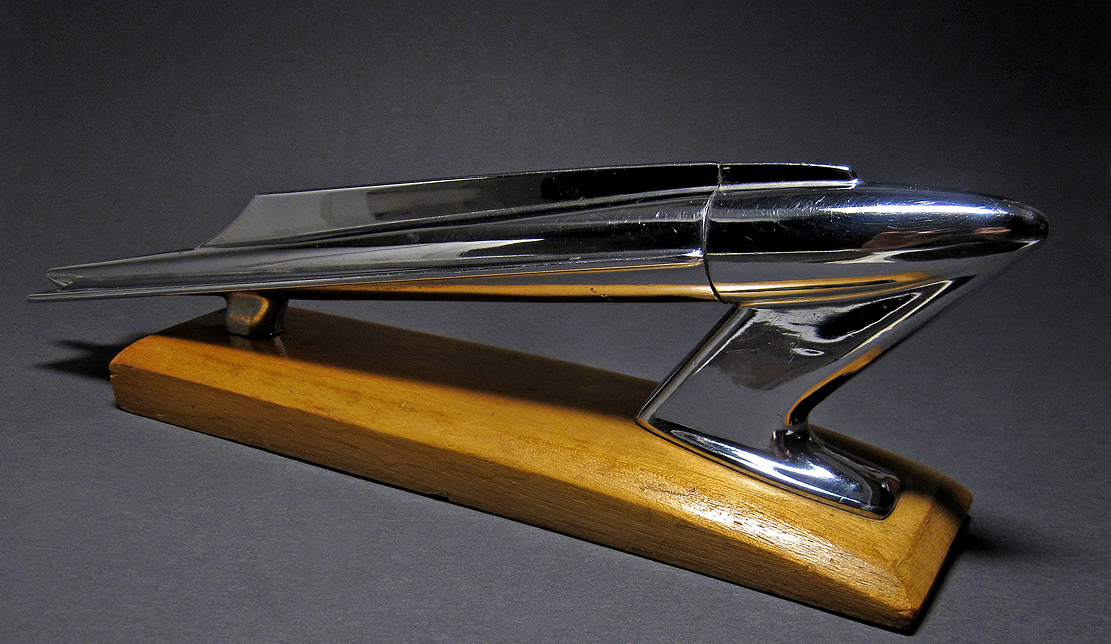
Kylarprydnad monterad på sockel. Amerikanare av okänt märke.
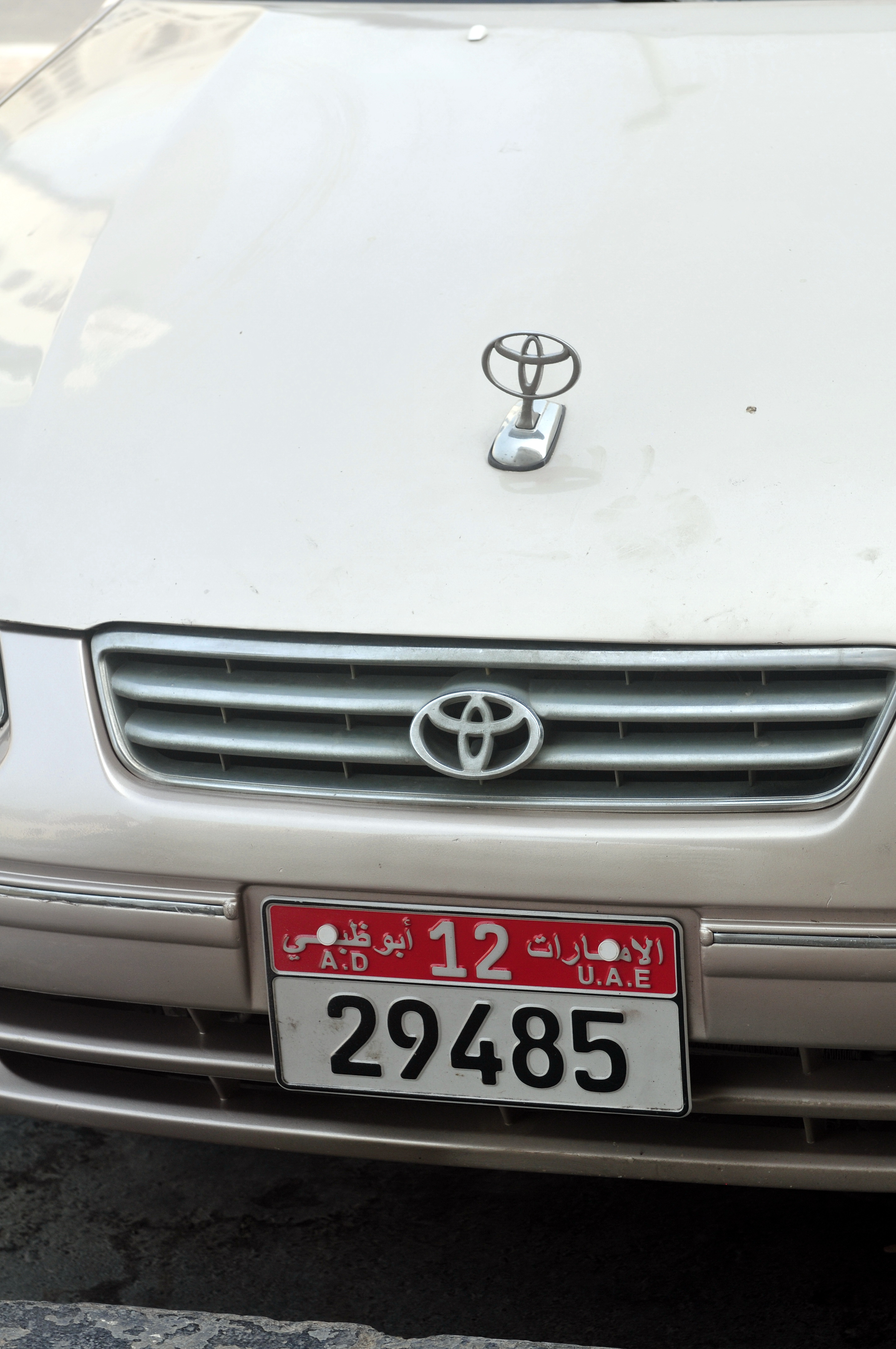
Toyota